# Hanaford, Illinois
Hanaford là một làng thuộc quận Franklin, tiểu bang Illinois, Hoa Kỳ. Năm 2010, dân số của làng này là 327 người.

## Dân số
Dân số qua các năm:
- Năm 2000: 55 người.
- Năm 2010: 327 người.